# Wolfgang Scherf
Wolfgang Scherf (* 1. April 1956 in Trier) ist ein deutscher Volkswirtschaftler.

## Werdegang
Er studierte von 1975 bis 1980 Volkswirtschaftslehre an der Albert-Ludwigs-Universität Freiburg. Nach dem Diplom 1980 erfolgte die Promotion zum Dr. rer. pol. im Jahr 1986 und die Habilitation für das Fach Volkswirtschaftslehre 1993. Seit 1996 ist Wolfgang Scherf Inhaber der Professur für Volkswirtschaftslehre II mit dem Schwerpunkt Öffentliche Finanzen an der Justus-Liebig-Universität Gießen. Zudem war er in den Jahren 2002–2011 Studienleiter an der Verwaltungs- und Wirtschaftsakademie (VWA) Gießen.

## Arbeitsgebiete
- Öffentliche Einnahmen,
- Staatsverschuldung,
- Finanzausgleich,
- Beschäftigungspolitik,
- Verteilungspolitik,
- Makroökonomie.

## Mitgliedschaften
- Verein für Socialpolitik – Ausschuss für Finanzwissenschaft
- Gießener Hochschulgesellschaft

## Werke
- Öffentliche Finanzen. Einführung in die Finanzwissenschaft. wisu-texte, Lucius & Lucius, Stuttgart  2011, ISBN 978-3-8252-8478-7
- Die negative Einkommensteuer: Ein problematisches Konzept der Steuer- und Sozialpolitik. Wirtschaftsdienst (1994): 114–118.